# Sesgo racial en Wikipedia
El sesgo racial en Wikipedia consiste en una infrarrepresentación de las personas no blancas y de su historia, así como de una representación estereotipada en los artículos existentes.

## Descripción
La cobertura de los artículos de Wikipedia depende de los intereses de quienes editan, y el hecho de que la mayoría de las personas editoras sean hombres blancos, puede estar influyendo en la subrepresentación de personas no blancas. Estudios han demostrado que el contenido de Wikipedia se ve afectado por el sesgo de sus editores, principalmente trabajadores de cuello blanco, angloparlantes, con inclinaciones técnicas y que viven en países desarrollados y de mayoría cristiana del hemisferio norte. Así mismo, la pequeña proporción de editores negros en Wikipedia podría ser resultado de la pequeña presencia negra dentro del sector tecnológico y una relativa falta de acceso confiable a Internet.
El sesgo racial se ha estudiado sobre todo en relación a población e historia negra, afrodescendiente y africana en el contexto de la Wikipedia en inglés. Pero también se está empezando a analizar la subrepresentación de editores latinoamericanos.
Además, las enciclopedias públicas como Wikipedia son vulnerables al vandalismo por parte de grupos de odio.
El sesgo racial en Wikipedia contribuye a reforzar las creencias racistas de las personas lectoras, pero, a la inversa, una reparación de ese sesgo podría desarrollar más empatía hacia las personas racializadas.

## Investigación y análisis

### Sobre quienes editan
Según estudios realizados por la Fundación Wikimedia en 2019 y 2020, la mayoría de personas que editan en Wikipedia lo hacen desde Europa y Norteamérica.  Así mismo, tanto en Estados Unidos como en Gran Bretaña la población blanca que edita en Wikipedia esta sobrerrepresentada. En cuanto a los editores asiáticos, en Estados Unidos están sobrerrepresentados y en Gran Bretaña infrarrepresentados.

### Sobre el contenido
Un desafío para los editores que intentan agregar artículos sobre historia negra a Wikipedia es el requisito de que los temas potenciales de los artículos, como individuos o eventos históricos, cumplan con los criterios de notabilidad de Wikipedia. El hecho de que haya menos documentación publicada sobre muchas mujeres y minorías a lo largo de la historia es una dificultad añadida. Hasta ahora, los esfuerzos por abordar los prejuicios han creado cierto espacio para las mujeres blancas, pero no para las personas racializadas u oprimidas de otro modo.
Además de las dificultades para encontrar información de calidad, puede haber grupos que se aprovechen de las normas relacionadas con la neutralidad para presentar un falso equilibrio entre el discurso de odio y los derechos humanos. En este sentido, en junio de 2020, Wikipedia fue descrita en Slate como un "campo de batalla por la justicia racial" en respuesta a las críticas sobre la "neutralidad" en la cobertura del asesinato de George Floyd y Black Lives Matter, así como las nominaciones de borrado de artículos de uno de los fundadores de Black Birders Week.

## Actuaciones para revertir el sesgo

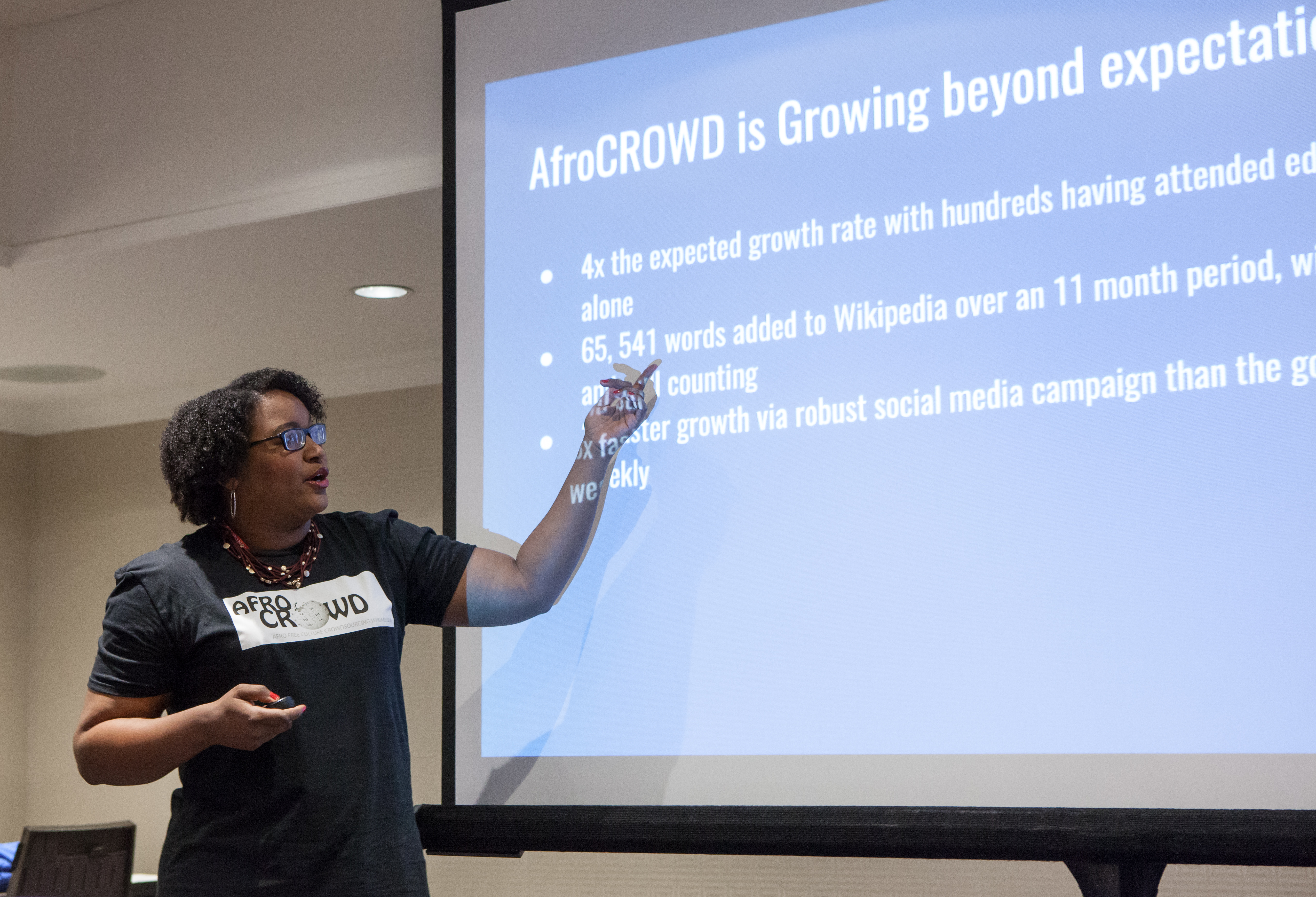
Sherry Antoine de AfroCROWD en agosto de 2017.

Diferentes organizaciones están financiando estudios para investigar el sesgo racial en Wikipedia, así como para mejorar la cobertura de temas, entre ellas, la Fundación Wikimedia y la Fundación Nacional de Ciencias.
Se han hecho intentos para rectificar los prejuicios raciales a través de maratones de edición, eventos organizados en los que los editores de Wikipedia intentan mejorar la cobertura de ciertos temas y capacitar a nuevos editores. En febrero de 2015, se organizaron varios maratones de edición para conmemorar el Mes de la Historia Negra en los Estados Unidos.
Bjork-James escribe que Wikipedia necesita ampliar su uso de fuentes confiables para incluir la gran cantidad de publicaciones académicas revisadas por pares de las últimas décadas que intentan corregir la orientación occidental de la mayoría de las fuentes tradicionales.

## Lectura adicional
- Mandiberg, Michael (1 de marzo de 2023). «Wikipedia's Race and Ethnicity Gap and the Unverifiability of Whiteness». Social Text 41 (1 (154)): 21-46. ISSN 0164-2472. doi:10.1215/01642472-10174954.